# Resolució 1485 del Consell de Seguretat de les Nacions Unides
La Resolució 1485 del Consell de Seguretat de les Nacions Unides, adoptada per unanimitat el 30 de maig de 2003 després de reafirmar totes les resolucions anteriors del Sàhara Occidental, en particular la Resolució 1429 (2002) el consell va ampliar el mandat de la Missió de Nacions Unides pel Referèndum al Sàhara Occidental (MINURSO) per dos mesos fins al 31 de juliol de 2003.
El Consell de Seguretat va ampliar l'operació de la MINURSO per permetre que Marroc i el Front Polisario consideressin les propostes presentades per l'Enviat Personal del Secretari General de les Nacions Unides James Baker III per a una solució política a la disputa i manifestar les seves opinions sobre el Pla Baker. La proposta preveia l'autodeterminació del poble del Sàhara Occidental. A més, el Representant Especial del Secretari General fou encomanat pels seus esforços en resoldre qüestions humanitàries i en l'aplicació de mesures de foment de la confiança proposades per l'Alt Comissionat de les Nacions Unides per als Refugiats.